# Verletztenanhängekarte

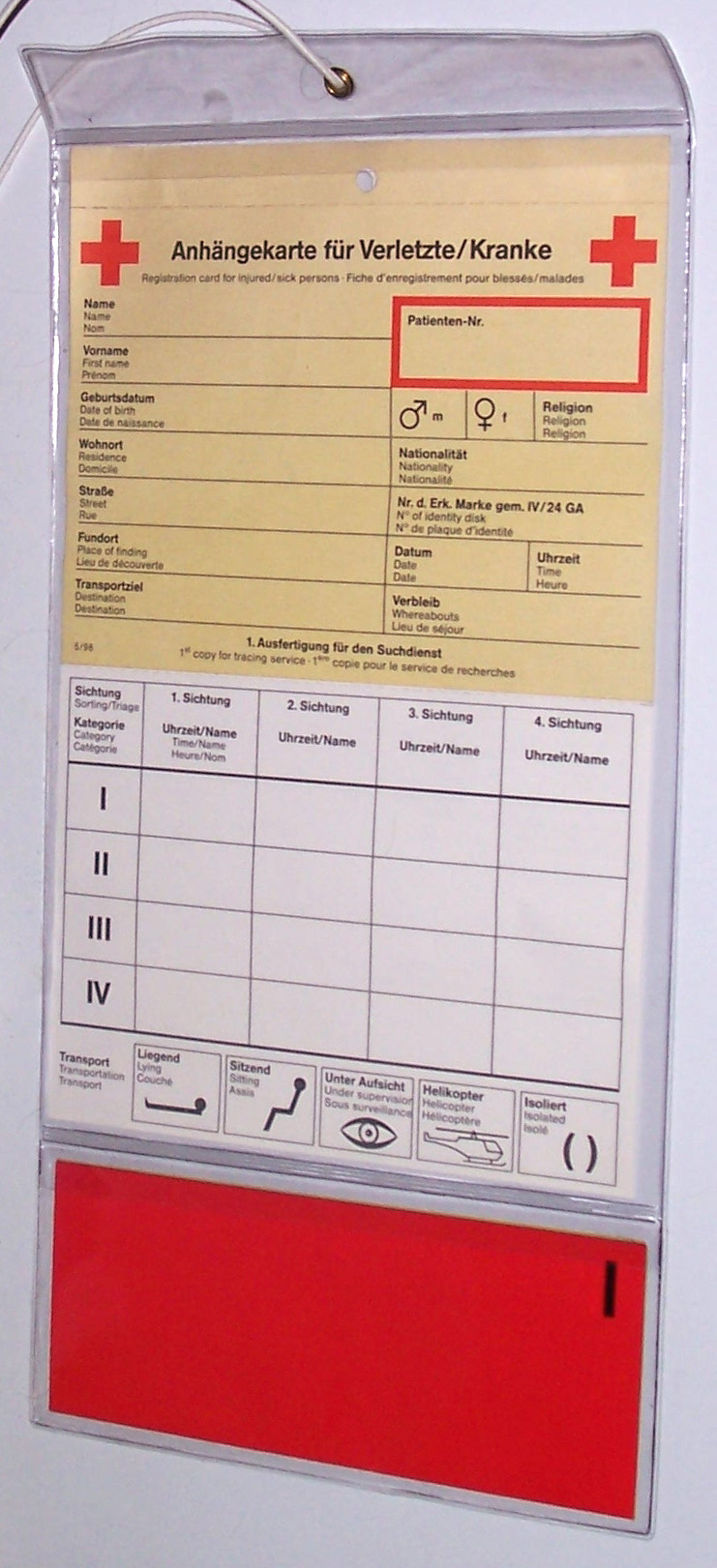
Verletztenanhängekarte des DRK

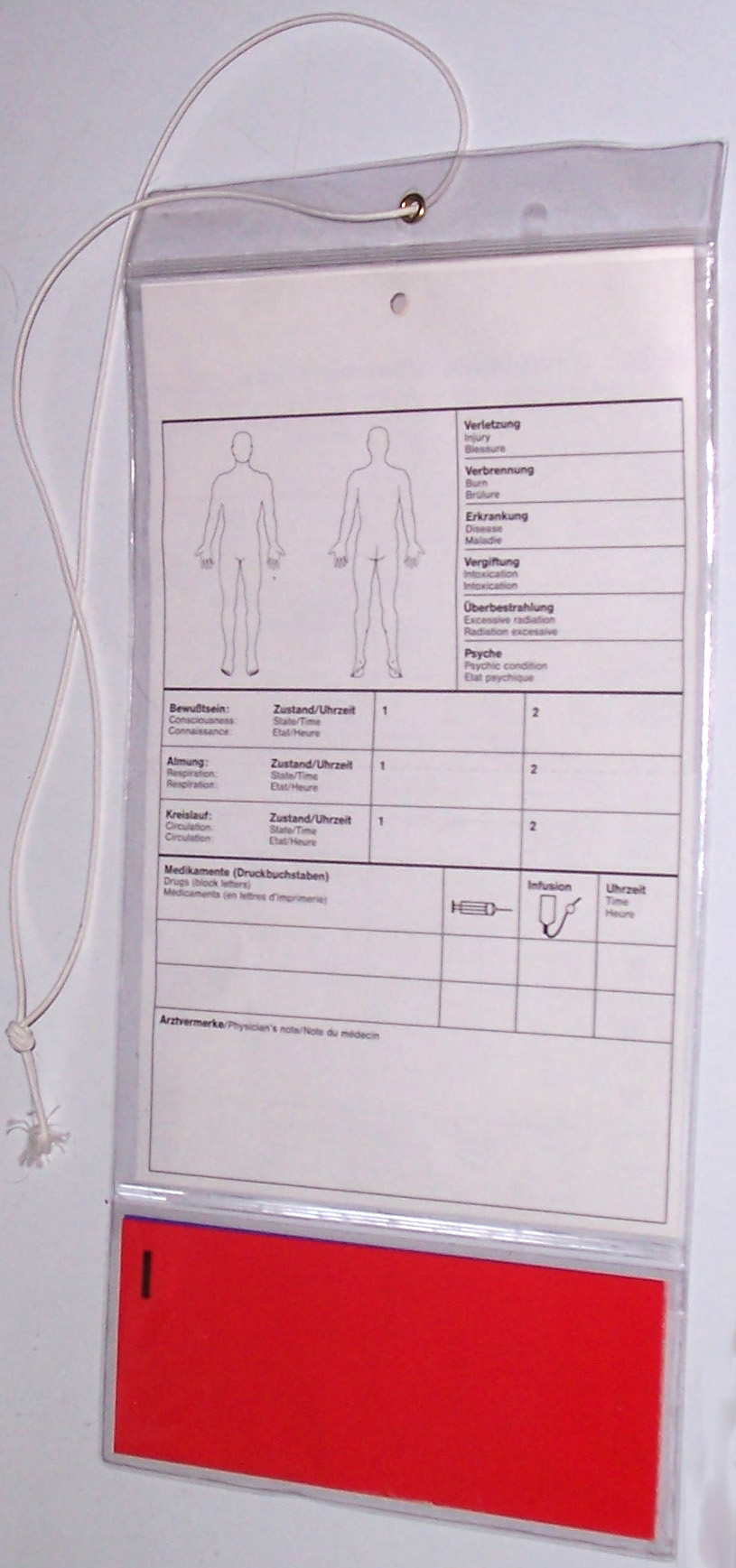
Verletztenanhängekarte des DRK

Die Verletztenanhängekarte (VAK) ist ein Kartensystem, das beim Massenanfall von Verletzten (MANV) zur einheitlichen Registrierung der Patientendaten und zur Dokumentation der Verletzung oder Erkrankung, sowie der durchgeführten Maßnahmen dient.
Für die Registrierung von Unverletzten (Betroffenen) werden Begleitkarten oder Ausweis/Bezugskarten verwendet. Die VAK wird meist mit Klarsichttaschen und Gummikordel am Patienten befestigt.

## Anforderungen
Eine Konsensuskonferenz der Schutzkommission beim Bundesministerium des Innern hat für Deutschland folgende grundsätzliche Anforderungen an eine Verletztenanhängekarte formuliert:
- höchstmögliche Materialstabilität, auch bei extremen Temperaturen und Wettereinflüssen
- optimale Beschreibbarkeit mit handelsüblichen Stiften
- gute Erkennbarkeit des Sichtungsergebnisses – bei Bedarf auch aus größerer Entfernung
- gute „Befestigungs-“ bzw. Umhängemöglichkeit an den zu sichtenden Personen

## Einsatz bei der Sichtung
Eine Registrierung sollte so früh wie möglich erfolgen. Bei der Sichtung sind mindestens die Patientennummer, die Sichtungskategorie, die Uhrzeit, der Name des untersuchenden Arztes und eine Kurz-Diagnose auf der Verletztenanhängekarte zu vermerken. Die Sichtungskategorien sind meist vorgedruckt und müssen nur angekreuzt werden. Um auch aus weiterer Entfernung den Status des Patienten zu erkennen, sind neue Karten mit einer Farbkarte ausgestattet. Hierbei steht rot für Kategorie 1, gelb für 2, grün für 3, blau oder grau für 4 und schwarz für verstorben.
Die Patientennummer soll von der Führungskraft vor Ort (Leitender Notarzt, Organisatorischer Leiter) vergeben werden. Sie muss für den Einsatz eindeutig sein, wobei meist eine einfache Nummerierung ausreichend ist.

## Aufbau
Auf der Verletztenanhängekarte ist neben der Kurz-Diagnose auch Platz für die weitere Dokumentation vorgesehen. Es sind Ankreuzfelder mit Platz für Freitext für Verletzung, Verbrennung, Erkrankung, Vergiftung, Überbestrahlung und Psyche vorgesehen. Die Leitdiagnose wird zusätzlich durch einen Kreis markiert. Eine stilisierte Darstellung des menschlichen Körpers ermöglicht es durch ankreuzen die betroffene Körperregion zu markieren. Auch der Zustand des Patienten kann anhand von Ankreuzfeldern mit o. B. (ohne Befund) oder {\displaystyle \downarrow } (für reduziert oder eingeschränkt) angegeben werden. Auch für die Medikamente der Erst-Therapie sowie für Transportmittel und -ziel sind Ankreuzfelder vorgesehen. Ein größerer Bereich ist als Freitextfeld für Bemerkungen vorgesehen, wo weitere Hinweise gegeben oder medizinische Angaben präzisiert werden können.

## Deutschland
In Deutschland wird vorrangig die Verletztenanhängekarte des Deutschen Roten Kreuzes verwendet, lokal sind aber auch andere Kartensysteme im Einsatz. Die VAK des Deutschen Roten Kreuzes zeichnet sich unter anderem dadurch aus, dass sie in einem Formularsatz mit einer Suchdienstkarte produziert wird. Die Durchschläge werden dem Suchdienst zugeführt, so dass die Vermisstensuche erleichtert wird. Dazu werden zusätzliche Informationen, wie Name, Geburtsdatum, Wohnort, Fundort, Geschlechtsangabe, Religion, Nationalität, Besonderheiten, Transportziel und Verbleib abgefragt.

## Österreich und Schweiz
In der Schweiz und in Österreich wird das Patientenleitsystem angewendet.

## Entwicklung
Seit dem Jahr 2017 gibt es Systeme, die die Sichtungskategorie drahtlos übertragen (z. B. RescueWave).

## Beispiele

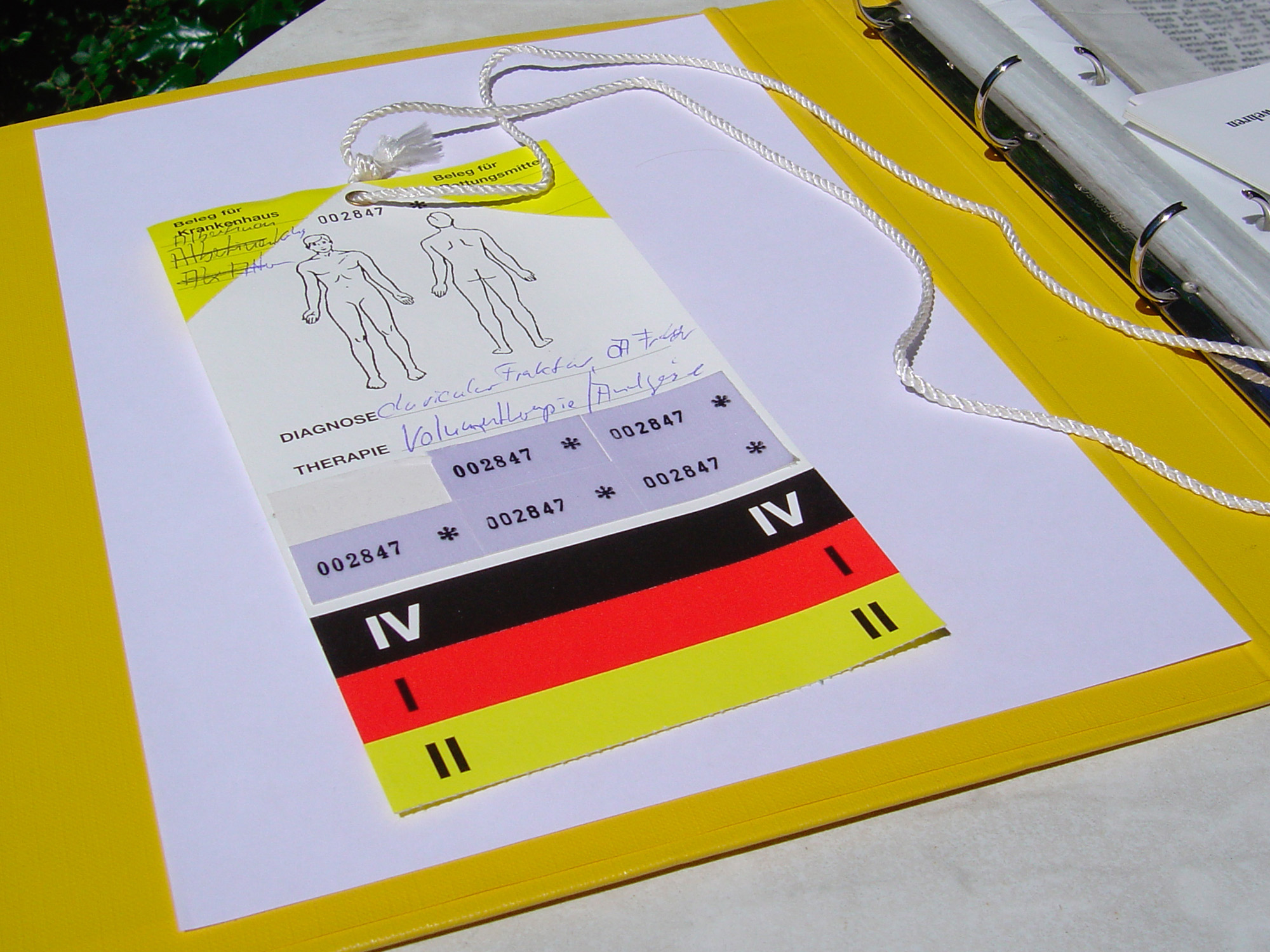
Triagekarte der Feuerwehr Hamburg (Rückseite)
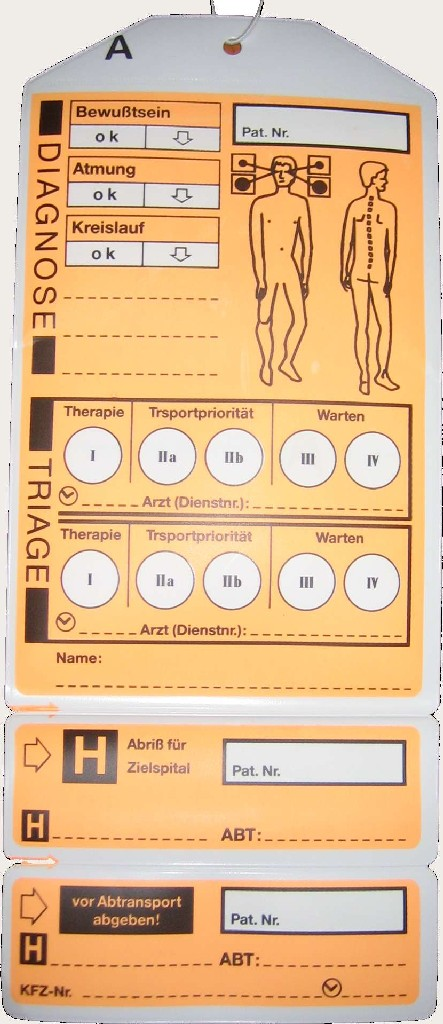
Karte des Patientenleitsystems (Vorderseite)
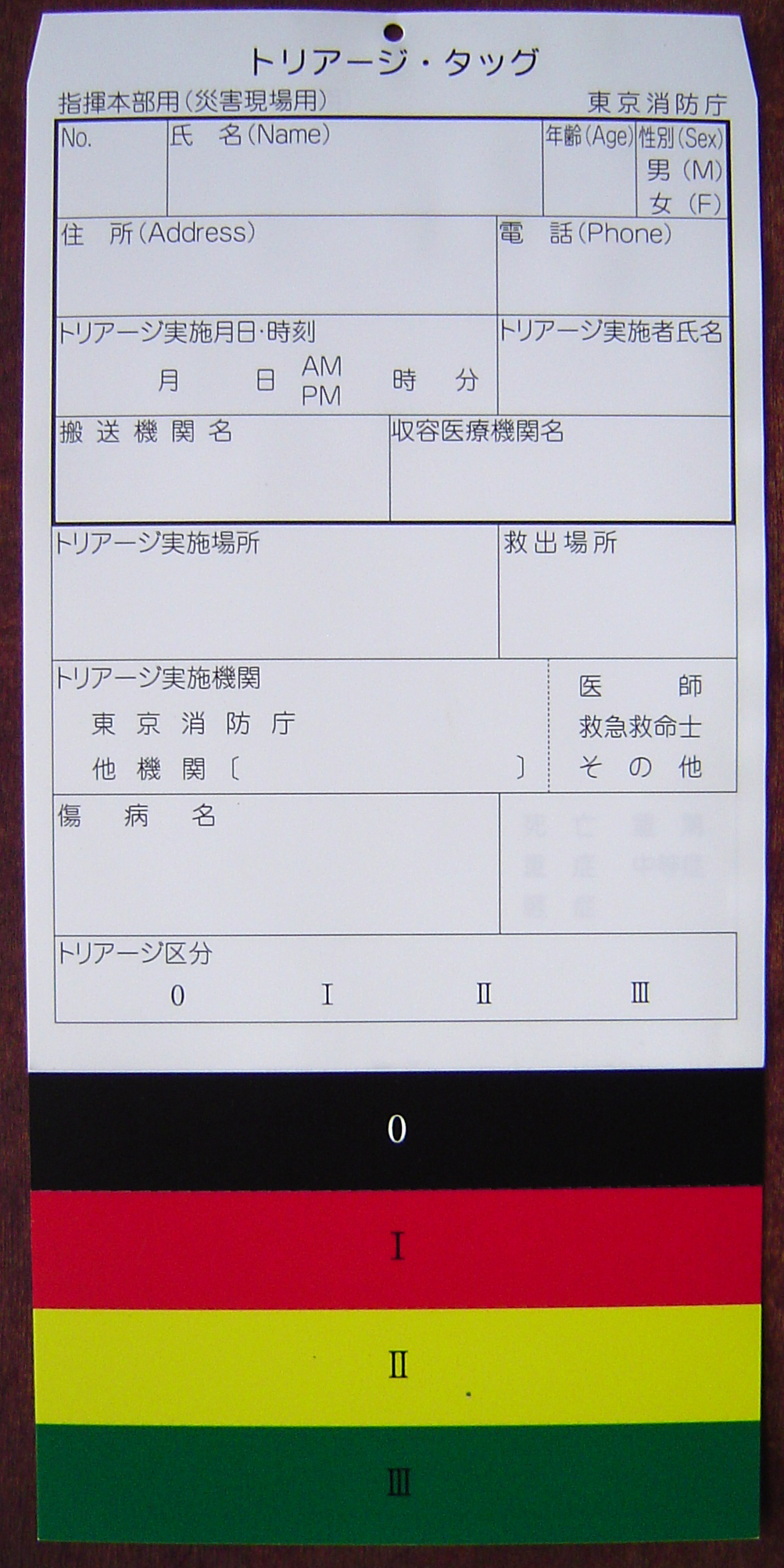
Triagekarte der Feuerwehr von Tokio
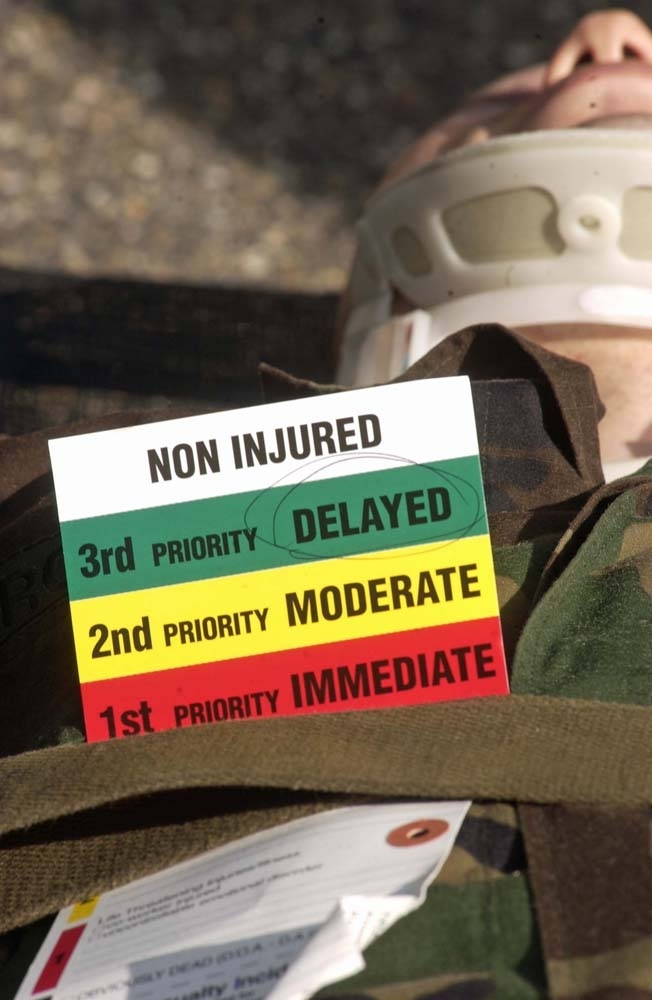
Triagekarte der US-Armee
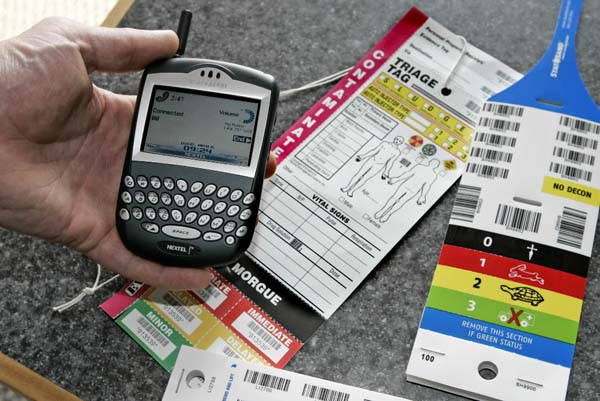
Triagekarte (NL)
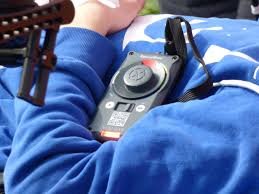
Rescue.Node – automatisierte und digitale Anhängekarte